# Địa chất dầu khí
Địa chất dầu khí đề cập đến những ứng dụng của địa chất học trong việc tìm kiếm, thăm dò và khai thác hydrocarbon.

## Phân tích bồn trầm tích
Địa chất dầu khí phân tích bồn trầm tích dựa trên bảy dấu hiệu như sau:
- Đá mẹ hay đá sinh dầu
- Bể chứa
- Tầng chắn
- Các loại bẫy
- Thời gian hình thành
- Độ chín muồi
- Di trú

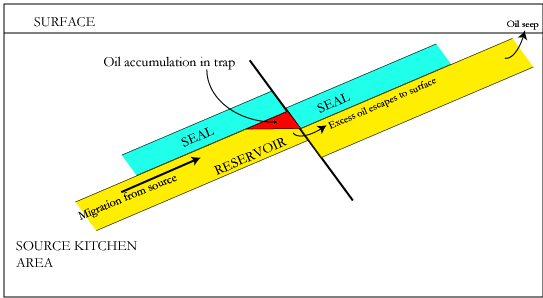
Bẫy cấu trúc, ở đây đứt gãy là dịch chuyển lớp không thấm lấp một phần của lớp có độ thấm cao. Dầu hỏa (màu đỏ) tích tụ hoàn toàn bên dưới lớp chắn. Khi lượng dầu di cư vào đây nhiều nó sẽ thoát lên trên bề mặt theo lớp có độ thấm cao.

Nhìn chung, tất cả các yếu tố này phải được đánh giá nhằm mục đích khai thác các giếng dầu. Các giếng này chỉ thể hiện một phần trong lòng đất và các đặc điểm thể hiện không gian 3 chiều của nhiều giếng là cơ sở để nghiên cứu địa chất dầu khí. Hiện nay, Các dữ liệu địa chất 3D chất lượng cao đã được sử dụng để tăng độ chính xác của các giải đoán.
Việc đánh giá đá sinh dầu sử dụng các phương pháp của địa hóa học để định lượng các đá giàu chất hữu cơ tự nhiên có khả năng tạo thành các hydrocarbon, từ đó đánh giá chủng loại và số lượng hydrocarbon có thể được sinh ra.
Bể chứa là các đơn vị thạch học có tính thấm và chứa nhiều lỗ rỗng hat tập hợp các đơn vị thạch học có khả năng chứa hydrocarbon. Việc phân tích các bể chứa ở mức độ đơn giản nhất đòi hỏi công tác đánh giá độ lỗ rỗng (để tính thể tích hydrocarbon hiện trường) và độ thấm (để tính xem lượng hydrocarbon có di chuyển dễ dàng ra khỏi bể chứa) của bể chứa. Một số chuyên ngành liên quan sử dụng để phân tích bể chứa là địa tầng học, trầm tích học, và kỹ thuật vĩa.
Tầng chắn, là một đơn vị thạch học có độ thấm thấp có vai trò ngăn không cho hydrocarbon di chuyển ra khỏi bể chứa. Các tầng chắn phổ biến là evaporit, đá phấn và đá phiến sét. Việc phân tích các tầng chứa liên quan đến công tác đánh giá bề dày, và sự phân bố (có kéo dài va liên tục hay không), từ đó các ảnh hưởng của nó có thể được định lượng.
Bẫy là một đặc điển về cấu trúc hay về địa tầng mà chắc chắn rằng có sự liền kề của bể chứa và tầng chắn nhằm giữ không cho hydrocarbon thoát ra khỏi bể chứa (theo tác dụng của lực đẩy nổi).
Phân tích độ chín muồi liên quan đến việc đánh giá lịch sử chịu nhiệt của đá mẹ nhằm dự đoán số lượng và thời gian hydrocarbon sinh ra và đẩy đi.
Cuối cùng, các nghiên cứu cẩn thận về di trú để đưa ra thông tin làm thế nào các hydrocarbon di chuyển từ nơi sinh dầu (đá mẹ) đến bể chứa và giúp định lượng lượng hydrocarbon có thể sinh ra của đá mẹ trong một khu vực cụ thể.

## Các phân ngành của địa chất dầu khí
Một vài phân ngành liên quan được xem là phân ngành của địa chất dầu khí nhằm nghiên cứu bảy đặc điển cơ bản được đề cập ở trên.

### Phân tích đá sinh dầu
Bằng các phân tích về đá mẹ, một số lập luận cần phải được thiết lập. Đầu tiên là phải trả lời câu hỏi liệu rằng có đúng là thực sự có mặt đá mẹ trong khu vực nghiên cứu không. Sự xác định và phác họa các đá sinh dầu có tiềm năng còn tùy thuộc vào các nghiên cứu về địa tầng học, cổ sinh học và trầm tích học khu vực nhằm xác định khả năng có mặt của các trầm tích giàu chất hữu cơ được tích tụ trong quá khứ.
Nếu có khả năng xuất hiện các đá sinh dầu cao thì bước tiếp theo là đánh giá độ chín muồi nhiệt của đá mẹ, và tính toán thời gian chín muồi của đá. Sự chín muồi của các đá mẹ (xem diagenesis và nhiên liệu hóa thạch) phụ thuộc rất lớn vào nhiệt độ, theo đó phần lớn nhiệt độ chủ yếu để có thể tạo ra dầu nằm trong dải 60° đến 120 °C. Sự sinh khí cũng bắt đầu ở nhiệt độ tương tự, nhưng có thể diễn ra tiếp tục ở nhiệt độ cao hơn khoảng 200 °C.  Một cách khác để xác định khả năng sinh dầu/khí đó là tính toán lịch sử chịu nhiệt của đá mẹ. Phương pháp này được thực hiện với sự kết hợp của các phân tích về địa hóa học của đá mẹ (để xác định các kiểu kerogen trong đá mẹ và các đặc chín muồi của chúng) và các phương pháp mô hình hóa vỉa, như phân dải giựt lù, để lập　mô hình  gradient nhiệt trong cột trầm tích.

### Phân tích bể chứa
Sự tồn tại của đá chứa (đặc biệt là các loại các kết và đá vôi nứt nẻ) được xác định bởi sự kết hợp của các nghiên cứu khu vực (như phân tích các giếng khác trong khu vực), địa tầng học và trầm tích học (để định lượng kiểu mẫu, thế nằm và độ kéo dài của đá trầm tích) và các minh giải địa chấn. Khi đã xác định được bể có khả năng chứa hydrocarbon, các đặc điểm vật lý quan trọng của bể sẽ được chú ý nghiên cứu như độ rỗng và độ thấm. Theo truyền thống, các yếu tố này được xác định thông qua nghiên cứu về các mẫu cục được thu thập trong những cấu trúc nằm liền kề với vỉa mà lộ ra trên mặt đất và bằng kỹ thuật đánh giá hệ tầng sử dụng các công cụ có dây thả vào giếng khoan để đo. Các tiến bộ về thu thập dữ liệu địa chấn và thuộc tính địa chấn của các đá nằm bên dưới mặt đất có thể được sử dụng để suy ra các đặc điểm vật lý/trầm tích của đá chứa.